# 巡回警察局
巡回警察局（じゅんかいけいさつきょく、グルジア語: საპატრულო პოლიციის დეპარტამენტი、グルジア語ラテン翻字: Sapatrulo Politsiis Departamenti）は、ジョージアの内務省の内部部局である。国家と国民に奉仕し、国民の安全を確保することを目的とする。

## 職務
- 公共の安全と秩序を保護し、違反行為その他潜在的脅威に対応し、またそれらを未然に回避し防止する。
- ジョージアの法律に規定された手順に従い、違法行為から自然人および法人を保護する。
- 車両や歩行者などの道路交通参加者の安全を保護し、道路交通規則の遵守を監視し、交通事故を防止するための適切な対策を実施する。
- 国境検問所において国境を保護し、法律に準拠した形で国境体制を監視する。
- 不法移民の問題に対抗し、権限の範囲内で不法移民を防止し、捜査し、排除する。

## 構成組織
- 人事部
- 財務部
- 情報課
- 統合任務センター
- 国境管理調整本部
- 監察部
- トビリシ本部
- ムツヘタ＝ムティアネティ本部
- クヴェモ・カルトリ本部
- シダ・カルトリ本部
- サムツヘ＝ジャヴァヘティ本部
- カヘティ本部
- イメレティ本部
- サメグレロ＝ゼモ・スヴァネティ本部
- アジャリア本部
- グリア本部